# Comuna Bâcleș, Mehedinți
Bâcleș este o comună în județul Mehedinți, Oltenia, România, formată din satele Bâcleș (reședința), Corzu, Giura, Petra, Podu Grosului, Seliștiuța și Smadovița.

## Demografie
Componența etnică a comunei Bâcleș
     Români (91,68%)
     Alte etnii (0%)
     Necunoscută (8,32%)
Componența confesională a comunei Bâcleș
     Ortodocși (90,61%)
     Alte religii (0,88%)
     Necunoscută (8,51%)
Conform recensământului efectuat în 2021, populația comunei Bâcleș se ridică la 1.586 de locuitori, în scădere față de recensământul anterior din 2011, când fuseseră înregistrați 2.070 de locuitori. Majoritatea locuitorilor sunt români (91,68%), iar pentru 8,32% nu se cunoaște apartenența etnică. Din punct de vedere confesional, majoritatea locuitorilor sunt ortodocși (90,61%), iar pentru 8,51% nu se cunoaște apartenența confesională.

## Politică și administrație
Comuna Bâcleș este administrată de un primar și un consiliu local compus din 11 consilieri. Primarul, Lucian Laurențiu Coandă[*], de la Partidul Național Liberal, este în funcție din 2012. Începând cu alegerile locale din 2024, consiliul local are următoarea componență pe partide politice:
|  | Partid                          | Consilieri | Componența Consiliului | Componența Consiliului | Componența Consiliului | Componența Consiliului | Componența Consiliului | Componența Consiliului | Componența Consiliului | Componența Consiliului | Componența Consiliului |
|  | ------------------------------- | ---------- | ---------------------- | ---------------------- | ---------------------- | ---------------------- | ---------------------- | ---------------------- | ---------------------- | ---------------------- | ---------------------- |
|  | Partidul Național Liberal       | 9          |                        |                        |                        |                        |                        |                        |                        |                        |                        |
|  | Partidul Social Democrat        | 1          |                        |                        |                        |                        |                        |                        |                        |                        |                        |
|  | Alianța pentru Unirea Românilor | 1          |                        |                        |                        |                        |                        |                        |                        |                        |                        |